# باتريك كارلسون (لاعب كرة قدم)
باتريك كارلسون (بالسويدية: Patric Karlsson)‏ هو لاعب كرة قدم سويدي في مركز الوسط، ولد في 9 نوفمبر 1967. لعب مع أوليمبياكوس فولو وترومسو إيدريتسلاغ ونادي أورغريته ونادي إسكيلستونا ونادي فوليرينغا ونادي ليلستروم ونادي نورشوبينغ ونادي هكن.

## وصلات خارجية
- باتريك كارلسون (لاعب كرة قدم) على موقع قاعدة بيانات كرة القدم.إي يو (الإنجليزية)
- باتريك كارلسون (لاعب كرة قدم) على موقع عالم كرة القدم.نت (الإنجليزية)